# Termopunktura
Ten artykuł opisuje teorie, metody lub czynności niezgodne ze współczesną wiedzą medyczną.

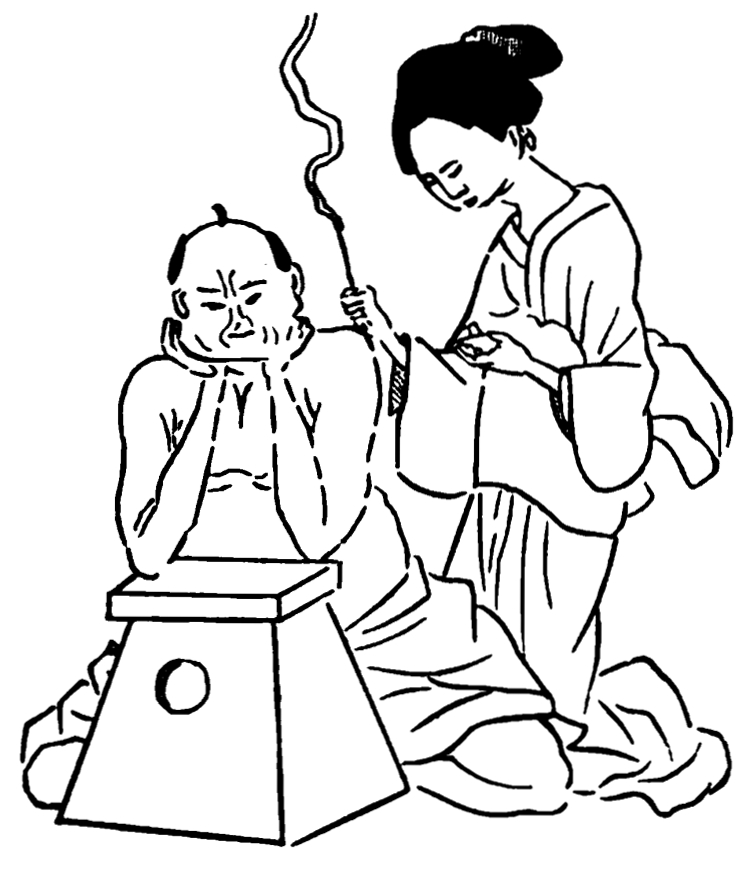
Termopunktura

Termopunktura – technika leczenia przy pomocy przyżegań, stosowana w medycynie dalekowschodniej.
Termopunktura, podobnie jak akupunktura, oparta jest na oddziaływaniu na odpowiednie punkty na ciele. Miejsca te nie są jednak, jak w akupunkturze, nakłuwane, lecz przypalane patyczkiem owiniętym watą nasączoną substancją leczniczą. Do praktyk tych używane są również papierosy, wypełnione m.in. suszonymi liśćmi bylicy pospolitej. Termopunktura tradycyjnie stosowana była w przypadkach cięższych, gdy akupunktura nie dawała rezultatów.
W Europie termopunktura znana jest od XVII-XVIII wieku.
Nie ma obecnie żadnych dowodów naukowych na skuteczność tych zabiegów; jedynie 2 badania u chorych z wrzodziejącym zapaleniem jelita grubego wykazały przewagę termopunktury nad innymi metodami orientalnymi (wymaga to dalszych badań).

## Nazwa
W języku polskim termin ten został utworzony z przedrostka termo- oraz łacińskiego wyrazu punctura („kłucie, nakłuwanie”), na wzór akupunktury.
Nazwa rozpowszechniona w językach europejskich (np. ang. moxibustion) pochodzi od słowa moxa. Jest ono zniekształceniem japońskiego słowa mogusa (bylica pospolita) (艾), które w języku chińskim wymawiane jest jako ài. Sama nazwa termopunktury pisana jest natomiast znakiem 灸, który po japońsku jest czytany kyū lub yaito, a po chińsku jiǔ. 